# Lagune Bolinas
La lagune Bolinas (en anglais : Bolinas Lagoon) est une lagune américaine dans le comté de Marin, en Californie. Il constitue un site Ramsar depuis le 1er septembre 1998.